# Hilltop (Géorgie)
Pour les articles homonymes, voir Hilltop.
Hilltop est une census-designated place située dans le comté de Pike, dans l’État de Géorgie, aux États-Unis. Lors du recensement de 2020, elle comptait 245 habitants.